# Черновицкая епархия УГКЦ
Черновицкая Епархия УГКЦ епархия Украинской грекокатолической церкви с кафедрой в городе Черновцы. Входит в Ивано-Франковскую митрополию УГКЦ.

## История
На Львовском соборе УГКЦ что проходил 2016 года было принято решение о создании новой епархии в составе Ивано-Франковской митрополии. За созданием новой кафедры стояли Архиепископ Святослав Шевчук, архиепископ Ивано-Франковский Владимир (Вийтишин) и епископ Коломыйский Василий (Ивасюк). 12 октября 2017 года Папа Римский Франциск принял постановления Главы УГКЦ и признал создание новой епархии. 18 ноября 2017 года был поставлен на кафедру Иосафат (Мощич) до этого времени епископ-помощник Ивано-Франковской архиепархии. Кафедральным собором стала церковь Успения Пресвятой Богородицы.

## Епископы
- Иосафат (Мощич) епископ Черновицкий с 18 ноября 2017 года

## Деканаты

### Черновицкий деканат[3]
В него входят девять парафий, центр Черновцы (входит еще одно село)

### Вижницкий деканат
В него входят восемь парафий, центр Вижница